# Erhard Asmus
Erhard Asmus (* 1. Oktober 1907 in Rendsburg; † 29. Juni 1978 ebenda) war ein deutscher Autor von plattdeutschen Lustspielen.
Nach dem Besuch der Mittelschule ging Asmus als Schiffsjunge zur See und stieg bis zum Schiffsoffizier auf. Aufgrund einer Augenverletzung beendete er seinen Dienst als Seemann, zog 1933 in seine Geburtsstadt Rendsburg zurück und trat hier eine Stelle bei den Stadtwerken an. Erhard Asmus war von 1935 bis 1950 Schauspieler an der Niederdeutschen Bühne Rendsburg und gründete 1950 mit den Rendsburger Speeldeel ein eigenes niederdeutsches Ensemble, dem er bis 1955 angehörte. 1950 begann er mit dem Verfassen eigener Theaterstücke, die bis heute an bekannten Bühnen wie dem Ohnsorg-Theater regelmäßig aufgeführt werden.

## Werke
- Revolutschon op Ol´ndeel : Een Buernkumödi in dree Optög. (1949)
- De ole Fischfroo : Volksstück in dree Törns. (1953)
- De Schelm vun Möölbrook : Een lustig Spill in dree Törns. (1954)
- Verdreihte Verwandtschaft : Buernkomödie in dree Törns. (1954)
- De Droommilljonär : Een lustig Spill in veer Törns. (1955)
- Düwelsdreck : Een lustig Spill. (1956)
- Mine Tante - tine Tante : Een lustig Spill in dree Törns. (1957)
- Qualm bi Quees : Een lustig Füerwehrspill in een Törn. (1957)
- De Kummerkasten : Een lustig Spill in een Törn. (1957)
- De Schelm van Müehlenbrook : En lustig Spiell . (1957)
- Mine Tante - dine Tante : En lustig Spiell  (1964)
- Donner un Doria : lustig Spill in een Törn. (1965)
- Wer hett, de hett!  (1965)
- We hät, de hät : En lustig Spiell in drei Uptöge (1967)
- Verdreihte Verwandschopp : Een lustig Spiell in drei Uptöge (1970)